# Тонглун Сисулит
Тонглун Сисулит (лао: ທອງລນ ສສລດ; рођен 10. новембра 1945) је лаоски историчар и политичар који обавља функцију генералног секретара Лаоске народне партије од 22. марта 2021.
Тонглун је рођен и школован у провинцији Хуапан, пре него што је стекао образовање у Лењинграду и Москви у Совјетском Савезу. Током грађанског рата у Лаосу, подржавао је Патет Лао као учитељ. Потом је постао заменик министра спољних послова 1987. године, што је трајало до 1992. године, где је потом обављао бројне друге функције у влади. Године 2001. постао је заменик премијера Лаоса пре него што је постао министар спољних послова 2006. године. Описан као „умерен“ од стране америчке амбасаде у Вијентијану, Тонглун је помогао да се побољшају односи Лаоса и Сједињених Држава, што је сенатор Џим Веб поздравио 2009. и 2010. Хилари Клинтон; истовремено побољшавајући односе Лаоса са Кином и Вијетнамом. Године 2016. постао је премијер Лаоса где је водио антикорупцијске кампање. Затим је постао генерални секретар ЛПРП и председник 2021. године.

## Каријера учитеља
Током грађанског рата у Лаосу, Тонглун је служио као учитељ код комуниста Патета Лаоа. Од 1967. до 1969. Тонглун је служио у образовном одељењу Нео Лао Хак Сата као старији члан, пре него што је 1969. постао члан Канцеларије представника Нео Лао Хак Сата у Ханоју, Северни Вијетнам. Затим се вратио у и од 1978. до 1979. године, где је радио као предавач на Националном универзитету Лаоса након комунистичког преузимања Вијентијана 1975. године. Такође је водио програм руског језика на универзитету.

## Политичка каријера
Током година у влади, имао је широку листу именовања. Био је заменик министра спољних послова од 1987. до 1992. године, министар рада и социјалног старања од 1993. до 1997. године и посланик у Народној скупштини од 1998. до 2000. године. Потпредседник Владе и председник Државног плана постао је 27. марта 2001, и додатно је именован за министра иностраних послова 8. јуна 2006. године, заменивши Сомсавата Ленгсавада. Изабран је за премијера Лаоса на 10. партијском конгресу 23. јануара 2016. године.

### Премијер (2016—2021)
Након што је Тонглун постао премијер Лаоса, започео је антикорупцијске кампање у влади Лаоса. Државни инспекцијски орган је од априла 2016. до фебруара 2017. године извршио 25 хапшења у вези са корупцијом. Под Тонглуном, влада је на аукцији продала аутомобиле BMW-7 серије и Мерцедес-Бенc које је издала влада и заменила их Тојотом Цамрис. За то време корупција у Лаосу се смањила, али се после 2017. корупција у Лаосу погоршала.
Дана 23. јула 2018, срушила се брана у склопу пројекта хидроелектране Се Пијан-Се Намној на реци Меконг у провинцији Чампасак, убивши 71 особу док је расељено 14.440 - што је чини једном од најгорих катастрофа бране у Лаосу у историји. На брани су радили Лаос, Тајланд и Јужна Кореја, уз упозорења о несигурности бране претходних дана. Као премијер, Тонглун је одложио неколико састанака и отпутовао у погођено подручје у округу Санамкај како би надгледао напоре помоћи.
Тонглун је 4. јануара 2020. представљао Лаос у Ханоју на 42. састанку Међувладиног комитета Вијетнам – Лаос са вијетнамским премијером. Током састанака, он је похвалио економију Вијетнама, при чему су се обе земље сложиле да међусобно ојачају везе и сарадњу. Током пандемије КОВИД-19, Лаос је сарађивао и са Вијетнамом и са Камбоџом, а Тонглун је телефонирао са својим камбоџанским и вијетнамским колегама Хун Сеном и Нгујеном Суаном Пуком. На 36. самиту АСЕАН-а 26. јуна 2020. представљао је Лаос где је говорио о успеху АСЕАН-а током пандемије КОВИД-19. Он је 10. јуна похвалио Национални комитет за радну групу за његово поступање са пандемијом КОВИД-19 у Лаосу након 59 дана без нових случајева КОВИД-19, као и подршку других земаља као што су Кина, Сједињене Државе и Вијетнам.
У августу 2020. позвао је медије да наставе да „побеђују лажне, варљиве и штетне вести“ на сајтовима друштвених медија. Међународни медији су ово протумачили као начин да се медијима у Лаосу каже да не извештавају негативно о влади. Дана 13. децембра 2020, Тонглун је разговарао са Уједињеним нацијама о томе како Лаос наставља да прати Париски споразум, као и друге политике које имају за циљ смањење емисије угљеника. Такође је затражио подршку од других земаља како би помогао Лаосу да постигне ове циљеве.
На 11. националном конгресу Народне револуционарне партије Лаоса 15. фебруара 2021. изабран је за генералног секретара странке, а самим тим и за фактичког лидера Лаоса, поставши први цивил без војног искуства који је био генерални секретар. Тонглун је положио заклетву на функцију 22. марта 2021, заменивши претходног лидера Бунанга Ворачита након што је отишао у пензију. Панкам Випаван је заменио Тонглуна на месту премијера.

## Вођство
Након полагања заклетве као генералног секретара и председника, Тонглун је обећао да ће створити економски раст и смањити сиромаштво у Лаосу радећи са Лаоском народном револуционарном партијом (ЛПРП). Након што је положио заклетву на ту улогу, уживао је популарну подршку због свог поступања са пандемијом КОВИД-19 и његових иницијатива за борбу против корупције. У марту 2021. Лаос је почео да користи руску вакцину Спутњик В против КОВИД-19 као главну вакцину током својих програма вакцинације.
Он и председник Кине Си Ђинпинг су 3. децембра 2021. отворили нову деоницу Ботен–Вијентјан на железничкој прузи Лао-Кина. Лаос се, међутим, суочава са растућим дугом према Кини, при чему је половина спољног дуга Лаоса у власништву Кине. На 27. конференцији о будућности Азије у Токију 27. маја 2022, Тонглун је умањио забринутост због кинеске дужничке замке.

### Спољна политика
Под Тонглуном, Лаос се нашао у равнотежи у односима између Кине и Вијетнама. Дана 26. маја 2023., након руске инвазије на Украјину, као и тензија између Кине и Тајвана, Тонглун је упозорио да имају шансу да ескалирају у ратове већих размера.

## Приватни живот
Ожењен је Нали Сисулит (рођена 1947). Пар има троје деце; два сина и једну ћерку. Тонглунова ћерка Моукванд је тренутно заменица генералног директора Одељења за међународне организације у Министарству спољних послова Лаоса.
Поред лаоског, говори вијетнамски, руски и енглески.

## Награде и почасти
- Витез Велике ленте Ордена Белог слона (2010)[27]
- Златна медаља Руске фондације мира „За мировне и добротворне активности“ (5. октобар 2015)[28]
- Орден пријатељства (20. октобар 2015)[29]
- Орден златне звезде (2017)[30]

### ПОчасни докторати
- Технолошки универзитет Рајамангала Исан (2016)[31]
- Универзитет Хон Кајен (2017)[32]
- Универзитет за националности Гуангки (2022)[33]